# محمد یونس آخندزاده
محمد یونس آخوندزاده سیاستمدار اهل افغانستان است. وی در ۷ سپتامبر ۲۰۲۱ به حیث سرپرست وزارت احیا و انکشاف دهات امارت اسلامی افغانستان منصوب گردید.